# Magnéti et ses évolutions
Pour les articles homonymes, voir Magnéton.
Magnéti (コイル, Coil, dans les versions originales en japonais) et ses évolutions, Magnéton (レアコイル, Rarecoil) et Magnézone (ジバコイル, Jibacoil) sont trois espèces de Pokémon.

## Création

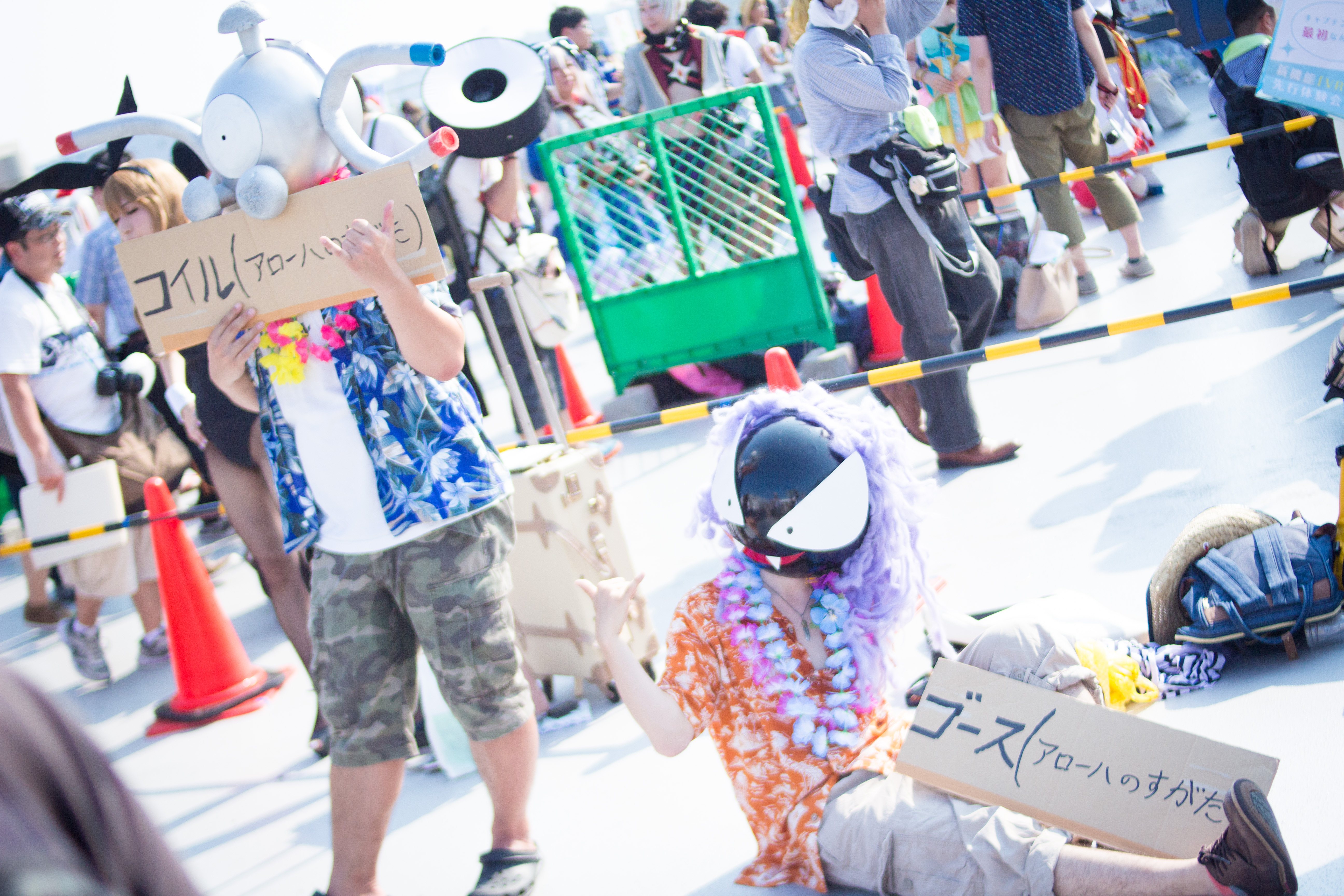
Cosplay de Magnéti (à gauche) à la Comic Market 90, en 2016 à Tokyo (Japon).

### Conception graphique
Nintendo et Game Freak n'ont pas évoqué les sources d'inspiration de ces Pokémon. Néanmoins, certains fans avancent qu'ils pourraient être basés sur l'apparence d'un aimant en U.

## Description

### Magnéti
Magnéti est un Pokémon artificiel, composé d'un assemblage d'aimants. De type électrik à l'origine, il est devenu Électrik / Acier lorsque ce second type est apparu dans la Pokémon Or et Argent. Dans l'anime, Magnéti est souvent utilisé dans des lieux comme des centrales électriques et n'a qu'un œil. Il peut être utilisé comme générateur.

### Magnéton
Magnéton est composé de la fusion de trois Magnéti, reliés par un lien magnetique qui fait mal aux oreilles quand on s'en approche. Il émet un signal radio étrange et sa présence augmente la température d'1 degré dans un rayon d'un kilomètre. Tout comme Magnéti, il était de type Électrik, puis Électrik / Acier. Bien qu'il soit présenté comme une fusion de plusieurs Magnéti, il suffit dans le jeu d'un seul Magnéti pour former un Magnéton, une fois atteint le niveau 30.

### Magnézone
Magnézone est l'évolution de Magnéton. Contrairement à ses pré-évolutions, il n'est apparu qu'avec la quatrième génération.

## Apparitions

### Jeux vidéo
Magnéti, Magnéton et Magnézone apparaissent dans la série de jeux vidéo Pokémon. D'abord en japonais, puis traduits en plusieurs autres langues, ces jeux ont été vendus à près de 200 millions d'exemplaires à travers le monde.

### Série télévisée et films
La série télévisée Pokémon ainsi que les films sont des aventures séparées de la plupart des autres versions de Pokémon et mettent en scène Sacha en tant que personnage principal. Sacha et ses compagnons voyagent à travers le monde Pokémon en combattant d'autres dresseurs Pokémon.